# دون روذرفورد
دون روذرفورد (بالإنجليزية: Don Rutherford)‏ هو لاعب اتحاد الرغبي بريطاني، ولد في 22 سبتمبر 1937 في Tynemouth ‏ في المملكة المتحدة، وتوفي في 13 نوفمبر 2016.

## وصلات خارجية
- دون روذرفورد عل موقع إسبنسكروم (الإنجليزية)